# McWay-vízesés
A McWay-vízesés egy 24 méter magasból alázúduló vízfolyás Kaliforniában a Julia Pfeifer Burns State Parkban. A vízesés az egyike azoknak a vízeséseknek, amelyek közvetlenül a Csendes-óceánba érkeznek meg. A másik ilyen típusú vízesés a régióban az Alamere-vízesés. A vízesés a McWay-patak torkolatának tekinthető. Korábban a vízesés mindig közvetlenül az óceánba érkezett, de 1983-ban és 1985-ben kisebb földcsuszamlások létrehoztak itt egy kis, elzárt homokos tengerpartot, emiatt már csak dagály idején hull a víz közvetlenül az óceán vizébe.
A vízesést a szárazföld felől csak felülről lehet megtekinteni a meredek sziklafalak miatt, viszont, aki hajón érkezik ide, az könnyedén el tud jutni a vízeséshez. Szépsége ellenére nem ajánlott azonban a csónakokból való kiszállás, mivel sziklaomlások következhetnek be, illetve a természet megóvása érdekében. 

## Fordítás
Ez a szócikk részben vagy egészben  a   McWay Falls című angol Wikipédia-szócikk ezen változatának fordításán alapul.  Az eredeti cikk szerkesztőit annak laptörténete sorolja fel. Ez a jelzés csupán a megfogalmazás eredetét és a szerzői jogokat jelzi, nem szolgál a cikkben szereplő információk forrásmegjelöléseként.